# João Parahyba
João Parahyba, pseudonimo di Joãozinho Carnevalesco (San Paolo, 1950), è un cantante, percussionista, produttore discografico e compositore brasiliano, noto per essere il leader della band Trio Mocotó.

## Biografia
Fu l'inventore della timbatera, un misto fra le timba brasiliane e la batteria. Iniziò la sua carriera professionale a diciotto anni, quando fu fondato il trio. Nel 2008 fondò i due gruppi musicali Komanche's Groove Band e Quarteto Parahyba Jazz.

## Discografia

### Con il Trio Mocotò
- 1976 - Muita Zorra
- 2001 - Samba Rock
- 2003 - Beleza!Beleza!!Beleza!!!

### Con altri artisti
- 2000 - Tanto Tempo (Bebel Gilberto)
- 2000 -  São Paolo Confessions (Suba)